# Marie-Christine Barrault
Pour les articles homonymes, voir Barrault.
Marie-Christine Barrault est une actrice française née le 21 mars 1944 dans le 8e arrondissement de Paris.

## Biographie

### Jeunesse et formation
Après une année d'études supérieures de Lettres, Marie-Christine Barrault entre au cours Simon en 1963 puis est admise au Conservatoire national supérieur d'art dramatique en 1964 (où elle fait la rencontre de son amie Anny Duperey).

## Carrière

### Ses débuts
Jusqu'en 1968, elle se consacre exclusivement au théâtre, sous les auspices de Jean-Louis Barrault et de Maurice Béjart. Elle fait ses premiers pas au cinéma en 1969, lorsque Eric Rohmer la choisit pour jouer, aux côtés de Jean-Louis Trintignant, le rôle d'une petite provinciale catholique dans Ma nuit chez Maud.

### Au cinéma

#### Un autre visage
À 25 ans, elle pose pour le magazine Lui afin de casser l'image de la jeune fille bien rangée.
Avec Les Mots pour le dire, Marie-Christine Barrault cherche à se défaire de l'image de jeune fille sage qu'elle a laissée depuis Ma nuit chez Maud, en acceptant le rôle d'une mère odieuse. Puis celui d'une villageoise stupide et vulgaire dans Un amour en Allemagne d'Andrzej Wajda. Au cours des années 1980, elle campe des rôles dans des registres très divers sous la houlette de cinéastes phares : une lune dans Le Soulier de satin de Manoel de Oliveira, ou bien encore le personnage de Madame Verdurin dans l'adaptation d'Un amour de Swann par Volker Schlöndorff.
En 1970, elle donne la réplique à Pierre Richard dans Le Distrait. Elle collabore à nouveau avec Rohmer pour L'Amour l'après-midi, qu'elle retrouvera en 1978 sur le tournage de Perceval le Gallois. L'immense succès de Cousin, cousine (particulièrement aux États-Unis), en 1975, lui apporte la consécration : elle est nommée pour l'Oscar de la meilleure actrice pour son interprétation.

#### Carrière internationale
Après Femme entre chien et loup d'André Delvaux, elle décide de donner une nouvelle impulsion à sa carrière en s'installant aux États-Unis. Woody Allen lui confie alors le rôle d'Isobel dans Stardust Memories, qu'il a spécialement écrit pour elle. Viennent La grande menace, film de Jack Gold avec Richard Burton, Lino Ventura et Lee Remick puis L'état sauvage de Francis Girod avec Michel Piccoli, Claude Brasseur et Jacques Dutronc.

#### Aujourd'hui
Le cinéma continue à la solliciter comme en 1994 avec Bonsoir de Jean-Pierre Mocky avec Michel Serrault ou encore La Dilettante en 1999 avec Catherine Frot. En 2007, elle partage l'affiche de La Disparue de Deauville aux côtés de Christophe Lambert, Sophie Marceau et Robert Hossein.
Marie-Christine Barrault continue toujours de tourner pour le cinéma français, mais pertinemment dans des seconds-rôles de matriarche : elle est Annie, la mère de Chiara Mastroianni dans Non ma fille, tu n’iras pas danser de Christophe Honoré, la mère de famille qui décède d'un infarctus dans Le Grand Méchant Loup, la mère moralisatrice d'Emmanuelle Devos dans La Vie domestique ou encore la grand-mère d'une fillette en fugue dans Je m’appelle Hmmmm… Puis, elle est à l'affiche de L'Art de la fugue de Brice Cauvin, aux côtés d'Agnès Jaoui, Laurent Lafitte et Guy Marchand.
Elle joue encore dans des pièces de théâtre et fait des lectures publiques de livres dans des écoles, amphithéâtres... accompagnée de Franck Ciup au piano.

### À la télévision
Depuis une quinzaine d'années, Marie-Christine Barrault se fait plus rare sur le grand écran, se consacrant surtout à des projets pour la télévision qui lui offre de beaux rôles comme Marie Curie, une femme honorable en 1990, qui lui vaut le 7 d'or de la meilleure actrice en 1991, ainsi que le théâtre.

### Publicité
Dans les années 1990, Marie-Christine Barrault vante les produits de régime amincissant Slim Fast dans des publicités télévisées.

### Au théâtre
Au théâtre on a pu la voir dans Noces de sang de Federico Garcia Lorca, La guerre de Troie n'aura pas lieu de Jean Giraudoux avec Anny Duperey, Jean Mercure et Michel de Ré, Othon de Corneille, Un couple pour l'hiver par Jacques Lassalle, Cet animal étrange de Gabriel Arout avec Patrick Chesnais, Le partage de midi de Paul Claudel, La Cerisaie de Tchekhov, Noix de coco de Marcel Achard, Qui a peur de Virginia Woolf ? d'Edward Albee en alternance avec Béatrice Agenin, La ménagerie de verre de Tennessee Williams, Un barrage contre le Pacifique de Marguerite Duras, Robert et Clara S de Jacques Beauvais, l'évocation de la disparition du compositeur romantique Robert Schumann, avec laquelle elle signe sa première mise en scène (Théâtre Déjazet) ou enfin L'allée du Roi monologue écrit par Françoise Chandernagor.

### Autre
Éclectique, elle a aussi présenté un récital de chansons, L’homme rêvé, sur la scène du Théâtre des Bouffes du Nord à Paris et par la suite en tournée. Récital pour lequel s'impliquèrent en écriture Roger Vadim et Jean-Marie Senia pour la musique et qui engendra Les femmes ont toujours raison, un CD de treize titres. Marie-Christine sortit aussi plusieurs CD de lecture enfantine avec la collection des Martine.
Elle fit aussi du doublage, notamment en créant la voix française d'Edith Clever dans La marquise d'O d'Éric Rohmer.
En 1976, au Gala de l'Union des Artistes organisé à Los Angeles, à l'issue de six semaines d'entraînement intensif, elle exécute un numéro de trapèze aux côtés de Guy Marchand.

## Vie privée
Marie-Christine Barrault est la fille de Max-Henri Barrault (1906-1958), entre autres administrateur de théâtre, et de Marthe dite "Martine", pianiste.
Elle est la nièce de Jean-Louis Barrault, frère cadet de son père.
Elle s'est mariée deux fois : la première avec Daniel Toscan du Plantier, avec qui elle a deux enfants, David et Ariane ; la seconde, avec Roger Vadim, de 1990 jusqu'à la mort de ce dernier en 2000.
Elle a été la compagne du réalisateur Michel Boisrond pendant dix ans.

## Filmographie

### Cinéma
- 1965 : Les Copains d'Yves Robert : une jeune fille à l'église
- 1969 : Ma nuit chez Maud d'Éric Rohmer : Françoise
- 1970 : Le Distrait de Pierre Richard : Lisa Gastier
- 1972 : L'Amour l'après-midi d'Éric Rohmer : séquence du rêve
- 1972 : Les Intrus de Sergio Gobbi : Françoise Bernard
- 1975 : John Glückstadt d'Ulf Miehe : Hanna Hansen
- 1975 : Cousin, Cousine de Jean-Charles Tacchella : Marthe
- 1975 : Du côté des tennis de Madeleine Hartmann-Clausset : Marie-Christine
- 1978 : La Grande Menace (The Medusa Touch) de Jack Gold : Patricia Morlar
- 1978 : L'État sauvage de Francis Girod : Laurence Laurençon
- 1978 : Perceval le Gallois d'Éric Rohmer : La Reine Guenièvre
- 1979 : Femme entre chien et loup d'André Delvaux : Lieve
- 1980 : Ma chérie de Charlotte Dubreuil : Jeanne Rivière
- 1980 : Même les mômes ont du vague à l'âme de Jean-Louis Daniel : Eva
- 1980 : Stardust Memories de Woody Allen : Isobel
- 1981 : L'Amour trop fort de Daniel Duval : Rose-Marie de Boisel
- 1983 : Mir reicht's - ich steig aus de Gustav Ehmck : Jane
- 1983 : Ces enfants sont à moi ! (Table for Five) de Robert Lieberman : Marie
- 1983 : Un amour en Allemagne (Eine liebe in Deutschland) d'Andrzej Wajda : Marie Wyler
- 1983 : Les Mots pour le dire de José Pinheiro : Eliane Saint-Jean
- 1984 : Un amour de Swann de Volker Schlöndorff : Madame Verdurin
- 1984 : Pianoforte de Francesca Comencini : la mère de Marie
- 1985 : Louise... l'insoumise de Charlotte Silvera : Madame Royer
- 1985 : Le Meilleur de la vie de Renaud Victor : la mère de Véronique
- 1985 : Le Pouvoir du mal de Krzysztof Zanussi : Sylvie
- 1985 : Le Soulier de satin de Manoel de Oliveira : La lune
- 1986 : Vaudeville de Jean Marbœuf : Madeleine
- 1987 : Le Jupon rouge de Geneviève Lefebvre : Manuela
- 1988 : Daniya, jardín del harem de Carles Mira : Almodis
- 1988 : Adieu, je t'aime de Claude Bernard-Aubert : Nicole Dupré
- 1988 : L'Œuvre au noir d'André Delvaux : Hilzonde
- 1988 : Sanguines de Christian François : Nedie
- 1988 : Prisonnières de Charlotte Silvera : Dessombes
- 1988 : L'Étudiante de Claude Pinoteau :
- 1989 : Jésus de Montréal de Denys Arcand : l'actrice de doublage
- 1989 : Un été d'orages de Charlotte Brändström : Anne
- 1990 : Dames galantes de Jean-Charles Tacchella : Jacquette de Bourdeille
- 1990 : L'Amour nécessaire (L'amore necessario) de Fabio Carpi : Valentina
- 1994 : Bonsoir de Jean-Pierre Mocky : Marie Wileska
- 1994 : Et ensuite, le feu (La prossima volta il fuoco) de Fabio Carpi : Elena
- 1997 : Berlin Niagara (Obsession) de Peter Sehr : Ella Beckmann
- 1997 : C'est la tangente que je préfère de Charlotte Silvera : la prof de maths
- 1999 : La Dilettante de Pascal Thomas : Thérèse Rambert
- 2000 : Azzurro de Denis Rabaglia : Elizabeth Broyer
- 2002 : Les Amants de Mogador de Souheil Ben Barka :
- 2004 : L'Empreinte de l'ange de Christophe Reynaud (court métrage)
- 2006 : Coup de sang de Jean Marboeuf : Florence Valois (voix)
- 2007 : La Disparue de Deauville de Sophie Marceau : Mélanie Bérangère
- 2008 : Ella & Louis de Laurence Moine (court métrage) : Ella
- 2009 : Non ma fille, tu n'iras pas danser de Christophe Honoré : Annie
- 2009 : Opération Saint-Esprit de Séverine Ferrer (court métrage) : la grand-mère
- 2010 : Mémoires d'une jeune fille dérangée de Keren Marciano (court métrage) : la gynécologue
- 2013 : Le Grand Méchant Loup de Nicolas Charlet et Bruno Lavaine : Madame Delcroix, la mère
- 2013 : Je m'appelle Hmmm... d'Agnès B. : la grand-mère
- 2013 : La Vie domestique d'Isabelle Czajka : Nicole
- 2014 : L'Art de la fugue de Brice Cauvin : Nelly
- 2015 : Shades of Truth[7] de Liana Marabini : Soeur Maria Angelica
- 2016 : Mademoiselle de la Charce de Lionel Baillemont : Jeanne
- 2016 : À tous les vents du ciel de Christophe Lioud : Jeanne
- 2018 : Absinthe de Michelle Figlarz (court métrage) : Bijou
- 2018 : La Fête des mères de Marie-Castille Mention-Schaar : Jacqueline
- 2019 : Elle s'appelait Baby de Baptiste Gourden et Mélanie Laleu (court métrage) : Baby
- 2023 : Sur les chemins noirs de Denis Imbert : la mère de Pierre (voix)
- 2024 : Maison de retraite 2 de Claude Zidi Jr. : Madame Courtillet
- 2024 : L'Attachement de Carine Tardieu : La mère de Sandra
- 2025 : Per il mio bene de Mimmo Verdesca : Anna

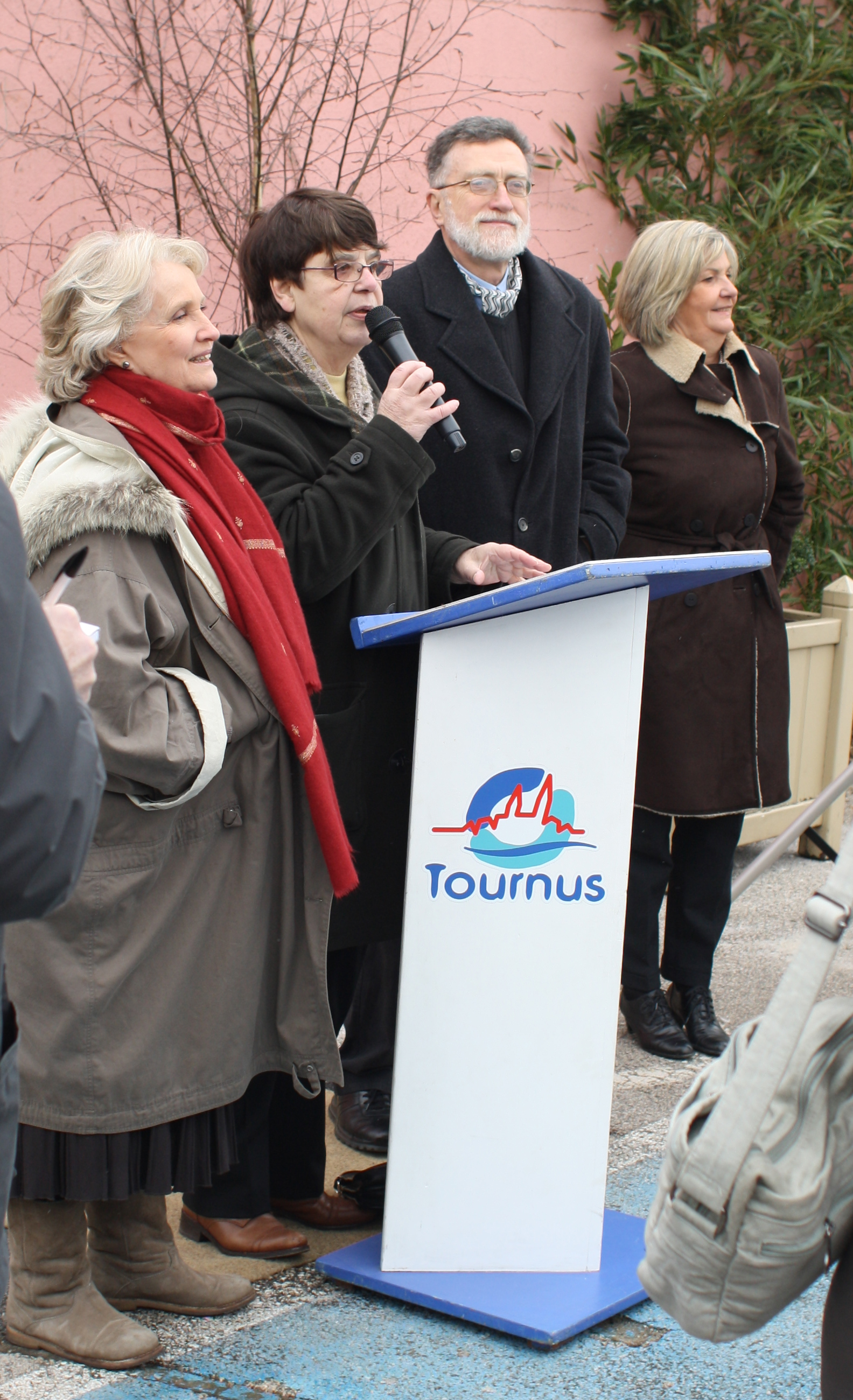
Marie-Christine Barrault (à gauche) inaugure la place Jean-Louis Barrault à Tournus, le 17 janvier 2013.

### Télévision
- 1964 : Joyeuses commères de Windsor de Lazare Iglesis (téléfilm) : Anne Page
- 1966 : La Grande peur dans la montagne de Pierre Cardinal (téléfilm) : Victorine
- 1967 : L'Oeuvre de Pierre Cardinal (téléfilm) : Christine
- 1969 : Que ferait donc Faber ? de Dolorès Grassian (mini-série télévisée) : Catherine
- 1970 : Lancelot du lac de Claude Santelli (téléfilm) : la Reine Guenièvre
- 1970 : Allô Police (série télévisée), saison 3, épisode 5 Retour à l'envoyeur de Daniel Le Comte : Sœur Marie-Paule
- 1971 : Le Misanthrope de Pierre Dux (téléfilm) : Célimène
- 1971 : Les Papiers d'Aspern de Raymond Rouleau (téléfilm) : Hélène Prest
- 1971 : Les Sesterain ou Le Miroir 2000 de François Villiers (série télévisée) : Martine Lauzon
- 1971 : Les Cent Livres des Hommes, épisode Du côté de chez Swann de Claude Santelli (série télévisée) : la mère
- 1972 : Le Sagouin de Serge Moati (téléfilm) : Léone
- 1972 : Figaro-ci, Figaro-là de Hervé Bromberger (téléfilm) : Julie
- 1972 : Au théâtre ce soir (série télévisée) Un mari idéal de Pierre Sebbagh (téléfilm) : Lady Chiltern
- 1973 : L'Enlèvement de Jean L'Hôte (téléfilm) : Marie-Josèphe
- 1973 : Histoire vraie de Claude Santelli (téléfilm) : Rose
- 1974 : La Confession d'un enfant du siècle de Claude Santelli (téléfilm) : Brigitte
- 1974 : Nouvelles d'Henry James (série télévisée), épisode Le Tour d'écrou de Raymond Rouleau : Miss Jessel
- 1974 : La Famille Grossfelder de Jean L'Hôte (téléfilm) : Marie-Louise en 1930
- 1977 : Le Chandelier de Claude Santelli (téléfilm) : Jacqueline
- 1977 : Vestire gli ignudi de Luigi Filippo D'Amico (téléfilm) : Ersilia
- 1980 : Petit déjeuner compris de Michel Berny (mini-série télévisée) : Marie Louise Gauthier
- 1980-1981 : Nils Holgersson (série télévisée) : narratrice
- 1981 : Point de rencontre de Manu Bonmariage et Michel Favart (téléfilm) : Anna
- 1982 : Le Village sur la colline d'Yves Laumet (mini-série télévisée) : Madame de Cheilly
- 1983 : Après tout ce qu'on a fait pour toi de Jacques Fansten (téléfilm) : Jeanne
- 1985 : L'Année terrible de Claude Santelli
- 1985 : Le Passage de Franck Apprederis (téléfilm) : Rhona
- 1985 : Je suis à Rio, ne m'attends pas pour dîner d'Alain Ferrari (téléfilm) : Constance
- 1986 : L'Été 36 d'Yves Robert (série télévisée) : Lise
- 1986 : L'Ami Maupassant (série télévisée), épisode Berthe de Claude Santelli : Thérèse
- 1987 : Bonne fête maman de Jean-Pierre Richard (téléfilm) : Jeanne Thomas
- 1988 : The Lizard King de Geoffrey Nottage (téléfilm) : Béatrice Aumond
- 1988 : Cinéma 16 (série télévisée), épisode L'énigme des sables de Philippe Vallois (téléfilm) : Marie-Laure
- 1988 : No Blame de Danièle J. Suissa (téléfilm) : Suzanne
- 1989 : Une femme tranquille de Joyce Buñuel (téléfilm) : Marianne
- 1990 : Moi, général de Gaulle de Denys Granier-Deferre (téléfilm) : Madame Costal
- 1991 : L'Enfant des loups de Philippe Monnier (téléfilm) : Leubovère
- 1991 : Marie Curie, une femme honorable de Michel Boisrond (mini-série télévisée) : Marie Curie
- 1993 : Amour fou de Roger Vadim : Louise
- 1993 : Jenny Marx, la femme du diable de Michel Wyn (téléfilm) : Jenny Marx
- 1995 : Les Maîtresses de mon mari de Christiane Lehérissey (téléfilm) : Elisa
- 1996 : La Nouvelle tribu de Roger Vadim (mini-série télévisée) : Jeanne
- 1996 : Mon père avait raison de Roger Vadim (téléfilm) : Germaine Bellanger
- 1996 : Tendre piège de Serge Moati (téléfilm) : Françoise
- 1997 : Les Braconniers de Belledombre de Philippe Triboit (téléfilm) : Françoise Sampaing, tante de Jean-Pierre
- 1997 : Un coup de baguette magique de Roger Vadim (téléfilm) : Jeanne
- 1997 : Le Grand Batre de Laurent Carcélès (téléfilm) : Thérèse
- 1999 : Maison de famille de Serge Moati (téléfilm) : Françoise Cornier
- 2001 : Le Vieil ours et l'enfant de Maurice Bunio (téléfilm) : la duchesse
- 2002 : Garonne de Claude d'Anna (mini-série télévisée) : Geneviève
- 2003 : Le Don fait à Catchaires de William Gotesman (téléfilm) : Jeanne
- 2003 : La Deuxième Vérité de Philippe Monnier (téléfilm) : Mathilde
- 2003 : Rêves en France de Pascal Kané (téléfilm) : Madame Labourdette
- 2003 : Droit d'asile de Jean Marbœuf (téléfilm) : Christine
- 2003 : Saint-Germain ou La Négociation de Gérard Corbiau (téléfilm) : Catherine de Médicis
- 2005 : Parlez-moi d'amour de Lorenzo Gabriele (téléfilm) : Elisa
- 2006 : Ange de feu de Philippe Setbon (série télévisée), 2 épisodes : Janine Cordey
- 2006 : Passés troubles de Serge Meynard (téléfilm) : Béatrice
- 2012 : La main passe de Thierry Petit (téléfilm) : Sophie Marescot
- 2013 : Hitchcock by Mocky de Jean-Pierre Mocky (série télévisée), épisode Demande en mariage : Gertrude
- 2014 : Toi que j'aimais tant d'Olivier Langlois (téléfilm) : Hélène Maupin
- 2014 : Jusqu'au dernier de François Velle (mini-série télévisée) : Nadège
- 2014 : Scènes de ménages (série télévisée), épisode L'Album de famille : la mère de Liliane
- 2015 : Mongeville (série télévisée), saison 2, épisode 1 Mortelle mélodie de Bruno Garcia : Catherine Lussac
- 2016 : Meurtres à Strasbourg de Laurence Katrian (téléfilm) : Lidy Mathis
- 2017 : Profilage (série téléviée), saison 8, épisode 5 Mère patrie : Catherine Lepage
- 2017 : Les Brumes du souvenir de Sylvie Ayme (téléfilm) : Alice Blondel
- 2018 : Deux gouttes d'eau de Nicolas Cuche (téléfilm) : Elisabeth Davout
- 2019 : Nina (série télévisée), saison 5, épisode 4 La vie après d'Éric Le Roux : Blanche
- 2021 : Mixte (série télévisée), épisode 5 : Anne-Marie Couret
- 2022 : Et doucement rallumer les étoiles de Thierry Petit (téléfilm) : Geneviève
- 2022 : Meurtres sur la Côte fleurie de Gabriel Aghion (téléfilm) : Denise Royan
- 2023 : Alphonse de Nicolas Bedos (série télévisée) : Eve Bragnier
- 2023 : Meurtres en Guadeloupe de Marc Barrat (téléfilm) : Violette Rivière
- 2024 : Fiasco d'Igor Gotesman et Pierre Niney : Huguette Valande
- 2024 : La Maman du bourreau de Gabriel Aghion (téléfilm) : Gabrielle de Miremont

### Doublage
- 2022 : Saules aveugles, femme endormie de Pierre Földes : voix de la mère de Komura

## Théâtre

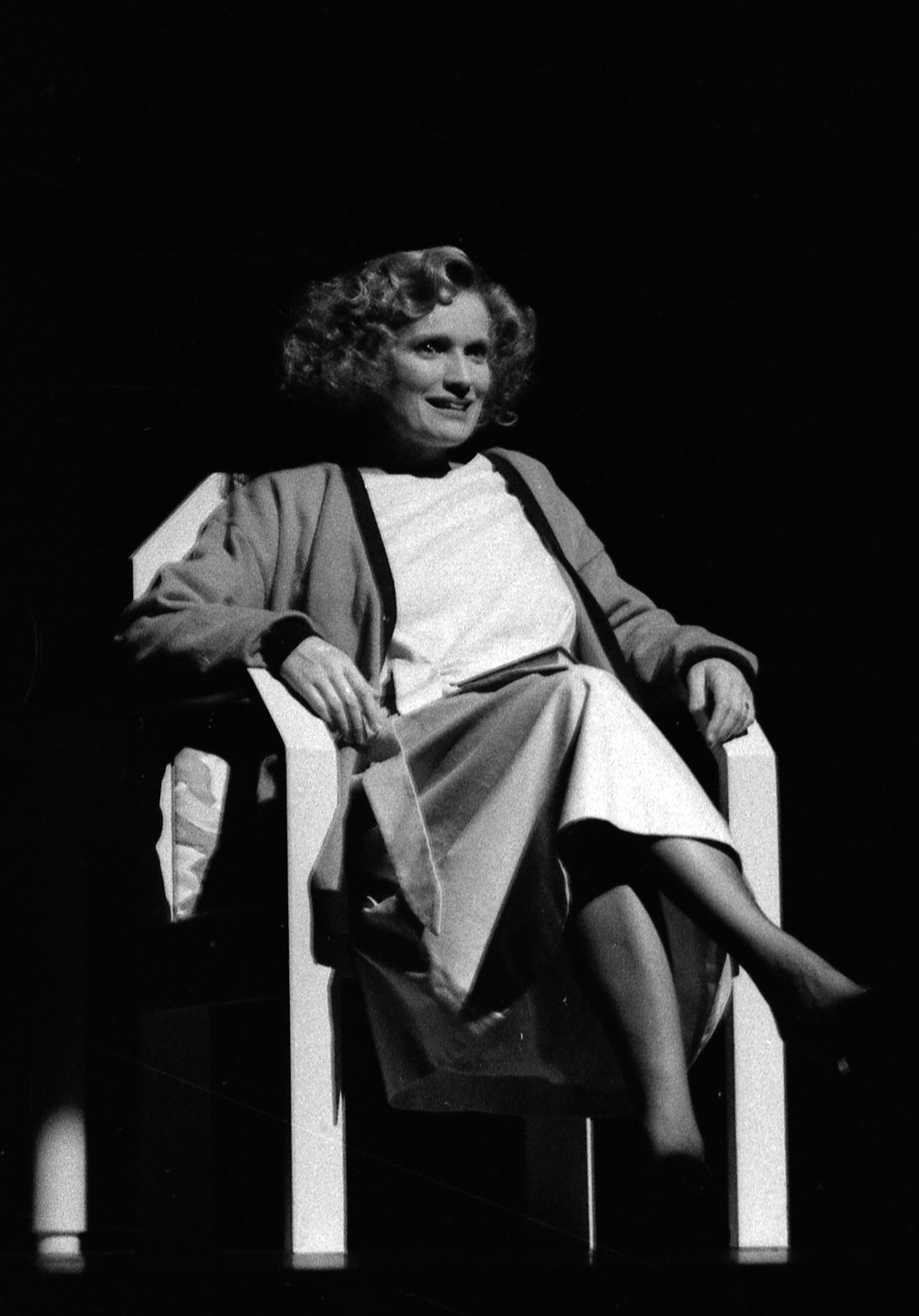
Marie-Christine Barrault interprétant le personnage principal de l'Étrange intermède au Théâtre Sorano en 1987.

- 1965 : Andorra de Max Frisch, mise en scène Gabriel Garran, Théâtre de la Commune, Théâtre Antoine
- 1966 : Le Silence et Le Mensonge de Nathalie Sarraute, mise en scène Jean-Louis Barrault, Odéon-Théâtre de France
- 1967 : Le Triomphe de la sensibilité de Goethe, mise en scène Jorge Lavelli
- 1967 : La Tentation de Saint Antoine de Maurice Béjart
- 1967 : Il faut passer par les nuages de François Billetdoux, mise en scène Jean-Louis Barrault, Odéon-Théâtre de France
- 1967 : Messe pour le temps présent de Maurice Béjart, Festival d’Avignon
- 1969 : Noces de sang de Federico Garcia Lorca, mise en scène Raymond Rouleau, Théâtre des Célestins
- 1971 : La Guerre de Troie n'aura pas lieu de Jean Giraudoux, mise en scène Jean Mercure, Théâtre de la Ville, Festival d'Avignon
- 1972 : Les Possédés d'Albert Camus d'après Fiodor Dostoïevski, mise en scène Jean Mercure, Théâtre de la Ville
- 1972 : Othon de Corneille, mise en scène Jean-Pierre Miquel, Théâtre de la Ville
- 1974 : Un couple pour l'hiver de et mise en scène Jacques Lassalle
- 1972 : Au théâtre ce soir : Un mari idéal d'Oscar Wilde, mise en scène Raymond Rouleau, réalisation Pierre Sabbagh, Théâtre Marigny
- 1975 : Othon de Corneille, mise en scène Jean-Pierre Miquel, théâtre national de l'Odéon
- 1976 : Travail à domicile de Franz Xaver Kroetz, mise en scène Jacques Lassalle, Théâtre de l'Est parisien
- 1976 : A.A Théâtre d’Arthur Adamov, mise en scène Roger Planchon, TNP Théâtre de Chaillot
- 1978 : Conversation chez les Stein sur monsieur de Goethe absent de Peter Hacks, mise en scène Jean-Pierre Engelbach
- 1982 : Dylan de Sydney Michael, mise en scène Jean-Pierre Granval, Théâtre du Rond-Point
- 1983 : Cet animal étrange de Gabriel Arout, mise en scène Jean Bouchaud, Théâtre de l’Athénée
- 1985 : Partage de midi de Paul Claudel, mise en scène Gilles Atlan, Théâtre de l'Est parisien, Grenier de Toulouse
- 1985 : Attentat meurtrier à Paris 320 morts 800 blessés de Christian Rullier, mise en scène Gilles Atlan, Théâtre de l’Athénée
- 1987 : Le Fils de Christian Rullier, mise en scène François Rancillac, La Cigale
- 1988 : L'Étrange intermède d'Eugene O'Neill, mise en scène Jacques Rosner, Théâtre Sorano Toulouse, Théâtre des Treize Vents en 1989
- 1991 : Même heure l'année prochaine de Bernard Slade, mise en scène Roger Vadim, Théâtre Édouard VII
- 1991 : Enfin seuls ! de Lawrence Roman, mise en scène Michel Fagadau, Théâtre Saint-Georges
- 1992 : La Cerisaie d'Anton Tchekhov, mise en scène Jacques Rosner, Théâtre Sorano Toulouse, Théâtre des Treize Vents
- 1994 : Noix de coco de Marcel Achard, mise en scène Daniel Gélin
- 1995 : Le Bonheur des autres de Michael Frayn, mise en scène Jean-Luc Moreau, Théâtre Fontaine
- 1997 : Qui a peur de Virginia Woolf ? de Edward Albee, mise en scène Pierre Constant, Théâtre de l'Œuvre
- 1998 : La Ménagerie de verre de Tennessee Williams, mise en scène Michel Fagadau, Studio des Champs-Élysées
- 1999 : Un barrage contre le Pacifique de Marguerite Duras, adaptation Geneviève Serreau, mise en scène Gabriel Garran, Théâtre International de Langue Française
- 2000 : Un barrage contre le Pacifique de Marguerite Duras, adaptation Geneviève Serreau, mise en scène Gabriel Garran, Théâtre Antoine
- 2005 : Opening Night de John Cromwell, mise en scène Jean-Paul Bazziconi, Théâtre de la Porte-Saint-Martin
- 2006 : Gorki, l'exilé de Capri de Jean-Marie Rouart, mise en scène Jacques Rosner, Espace Cardin
- 2007 : Harmonies de Patrick Scheyder, mise en scène Gilles Clement, Antoine Quenardel, Théâtre du Lucernaire
- 2008 : L'Allée du Roi de Françoise Chandernagor, mise en scène Jean-Claude Idée, Théâtre Daunou
- 2009 : L'Allée du Roi de Françoise Chandernagor, mise en scène Jean-Claude Idée, Théâtre Daunou
- 2010 : Opening Night de John Cromwell, mise en scène Jean-Paul Bazziconi, Théâtre Mouffetard
- 2011 : L'Amour, la mort, les fringues de Nora et Delia Ephron, mise en scène Danièle Thompson, Théâtre Marigny
- 2015 : Les yeux ouverts de Marguerite Yourcenar, mise en scène Ludovic Kerfendal , théâtre du Chêne Noir, Avignon off
- 2017 : La Reine de beauté de Leenane de Martin McDonagh, mise en scène Sophie Parel, Festival d'Avignon off
- 2017 : Confidences de Joe Di Pietro, mise en scène Jean-Luc Moreau, Théâtre Rive Gauche
- 2019 : George et Sarah de Thierry Lassalle, mise en scène Olivier Macé, festival off d'Avignon
- 2021 - 2023 : Une mort dans la famille, texte et mise en scène Alexander Zeldin, Ateliers Berthier
- 2023 : Voyage à Zurich de Jean-Benoît Patricot, mise en scène Franck Berthier, Festival off d'Avignon
- 2025 : Gisèle Halimi, une farouche liberté d'après Gisèle Halimi et Annick Cojean, mise en scène Léna Paugam, La Scala Provence, festival off d'Avignon

## Discographie
- Coup de Sang , Musique d'Ursus Minor pour le film de Jean Marbœuf - cinénato 2006 (narration sur fin de la chanson Deeper Still)
- 2008 : Paraphrases sur les jours de l'Apocalypse  Poèmes d'Armel Guerne - Visions de St Jean - avec Pascal Vigneron
- COSI  : Textes de Paolo Del Vecchio, Musiques de Jacques Vigneras - 2005
- COSI, CD de chansons et poèmes composés par Paolo Del Vecchio mis en musique Jacques Vigneras et Boris Siebeneicher
- Enregistrement au Poudrier à Limoges[8]
- Depuis 2008 : narratrice, pour les éditions Frémeaux & Associés, sur un accompagnement musical dirigé par Pierre Bertrand, d'histoires de la série pour enfants Martine (10 albums, regroupant 55 histoires, en 2011).
- 1978 : Narratrice sur le 33 tours Bambi d'après le film du même nom de Walt Disney (Référence : Disneyland Record : ST-3882 F)
- 1982 : Sortie du 45 tours Marie-Christine Barrault Vous parle de l'encyclopédie Harmonie du couple où elle dit plusieurs jingles publicitaires en faveur de cette revue. Certains des jingles enregistrés sur ce disque ont été utilisés pour des jingles de la webradio Bide et Musique.
- 15 mars 1986 : Participation au titre caritatif La chanson de la vie de Claude Lemesle et Alice Dona pour l'association Care France, lors de l'émission télévisée Champs-Élysées de Michel Drucker, lors de laquelle elle chante. Toutefois, elle ne participe pas à l'enregistrement du disque de cette chanson sorti en 1985.

## Publications
- Souffler n'est pas jouer, Ramsay, 1984
- Le cheval dans la pierre, Éditions Robert Laffont, 1999
- Ce long chemin pour arriver jusqu'à toi, XO éditions, 2010
- Si tu savais, c'est merveilleux, Editions Stock, 2023

## Distinctions

### Décorations
- Commandeure de la Légion d'honneur (14 juillet 2018)[9], officière en 2012, chevalière en 2000[10]
- Grande officière de l'ordre national du Mérite (2025)[11]

### Prix et récompenses
En 2009, elle reçoit le Prix "Reconnaissance des Cinéphiles" décerné par l'association "Souvenance de Cinéphiles" à Puget-Théniers.[réf. nécessaire]

### Nomination
Oscars 1977 : Nomination à l'Oscar de la meilleure actrice pour Cousin, cousine

## Hommage
La ville de Wasquehal (Nord) lui a rendu hommage en 2013 en nommant une salle de cinéma de son nom
La ville de Lavelanet (Ariège) lui a rendu hommage en sa présence en inaugurant une salle de cinéma à son nom